# Macrozamia glaucophylla
Macrozamia glaucophylla (D.L.Jones) è una pianta appartenente alla famiglia delle Zamiaceae, endemica dell'Australia.

## Descrizione
È una cicade con fusto sotterraneo, del diametro di 20-40 cm.
Presenta da due a otto foglie pennate, lunghe 60-120 cm, disposte a corona all'apice del fusto e rette da un picciolo lungo 12-25 cm; ogni foglia è composta da 45-60 paia di foglioline che si dividono dicotomicamente, lunghe mediamente 16-24 cm, di colore da grigio-verde a bluastro.
È una specie dioica con esemplari maschili che presentano da uno a tre coni terminali di forma cilindrica, lunghi 20-30 cm e larghi 5-7 cm ed esemplari femminili con coni solitari di forma ovoidale lunghi 18-23 cm, e larghi 9-11 cm.
I semi sono grossolanamente ovoidali, lunghi 30-34 mm, ricoperti da un tegumento di colore rosso-arancio a maturità.

## Distribuzione e habitat
La specie è endemica del Nuovo Galles del Sud (Australia).
Cresce nelle foreste di Eucalyptus e di conifere con uno sviluppato strato arbustivo.

## Conservazione
La IUCN Red List classifica M. glaucophylla come specie a rischio minimo (Least Concern).

La specie è inserita nella Appendice II della Convention on International Trade of Endangered Species (CITES).